# Kokane
Jerry B. Long, Jr. (n. Pomona, California, 11 de mayo de 1969) más conocido artísticamente como Kokane, es un rapero estadounidense,  más conocido por su trabajo en el clásico de G-Funk Funk Upon A Rhyme y por trabajar con Snoop Dogg. Es hijo del compositor de la Motown Jerry Long. Comenzó su carrera en la Ruthless Records de Eazy-E, coescribiendo canciones para N.W.A. y Above The Law. Grabó su primer álbum bajo el nombre Who Am I?, probablemente porque Kokane se consideraba ofensivo.

## Discografía
- Addictive Hip Hop Muzick (1991)
- Funk Upon A Rhyme (1994)
- They Call Me Mr. Kane (1998)
- Mr. Kane Part 2 (2004)
- The Hood Mob (2006)
- Back 2 Tha Clap (2006)
- Painkillerz (2006)

- Datos: Q1778919